# モスボール (軍事)

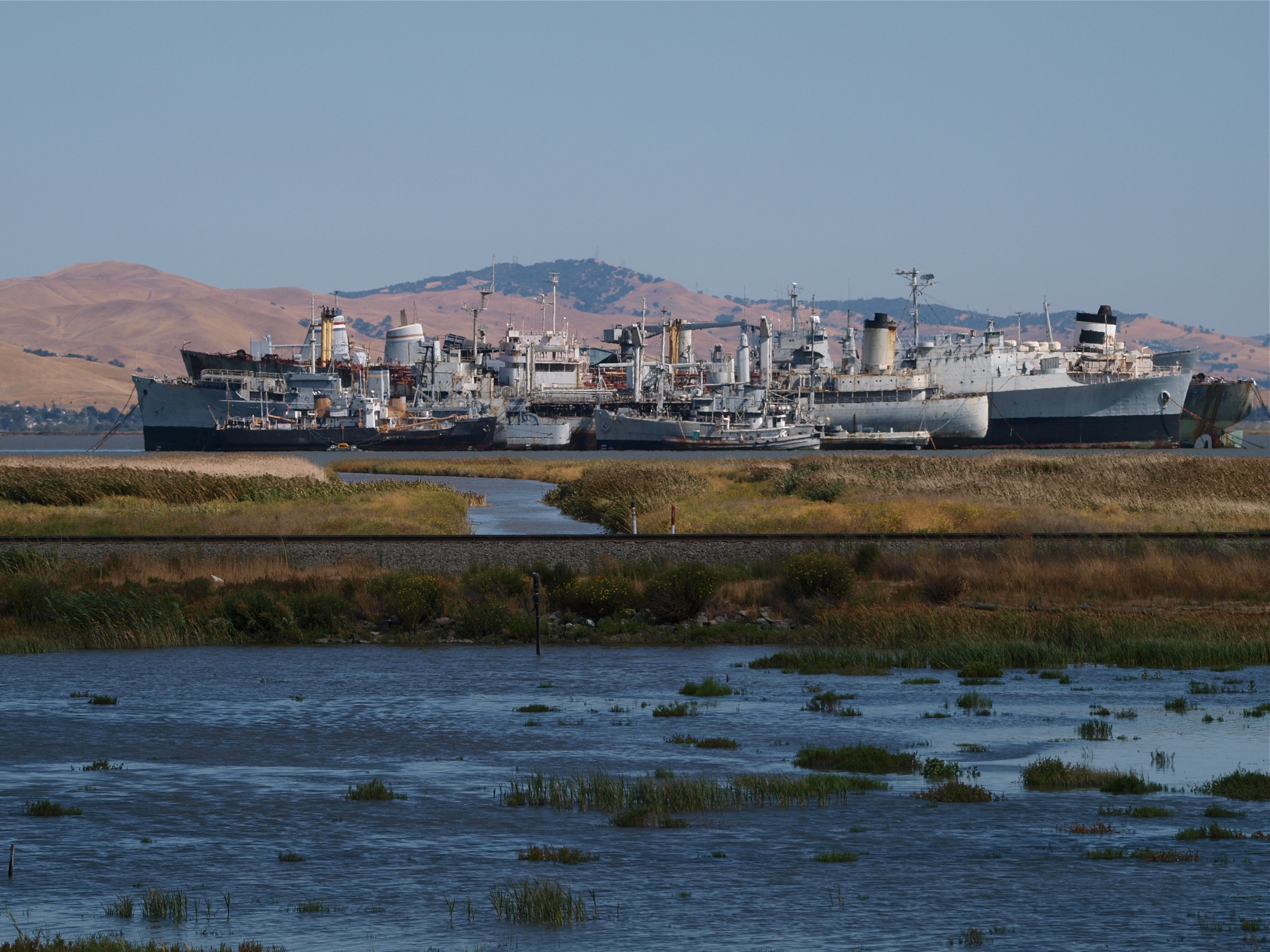
かつてサスーン湾にあった"幽霊艦隊" 。これらの実態は、モスボール中のアメリカ海軍予備艦隊であった。2008年撮影。

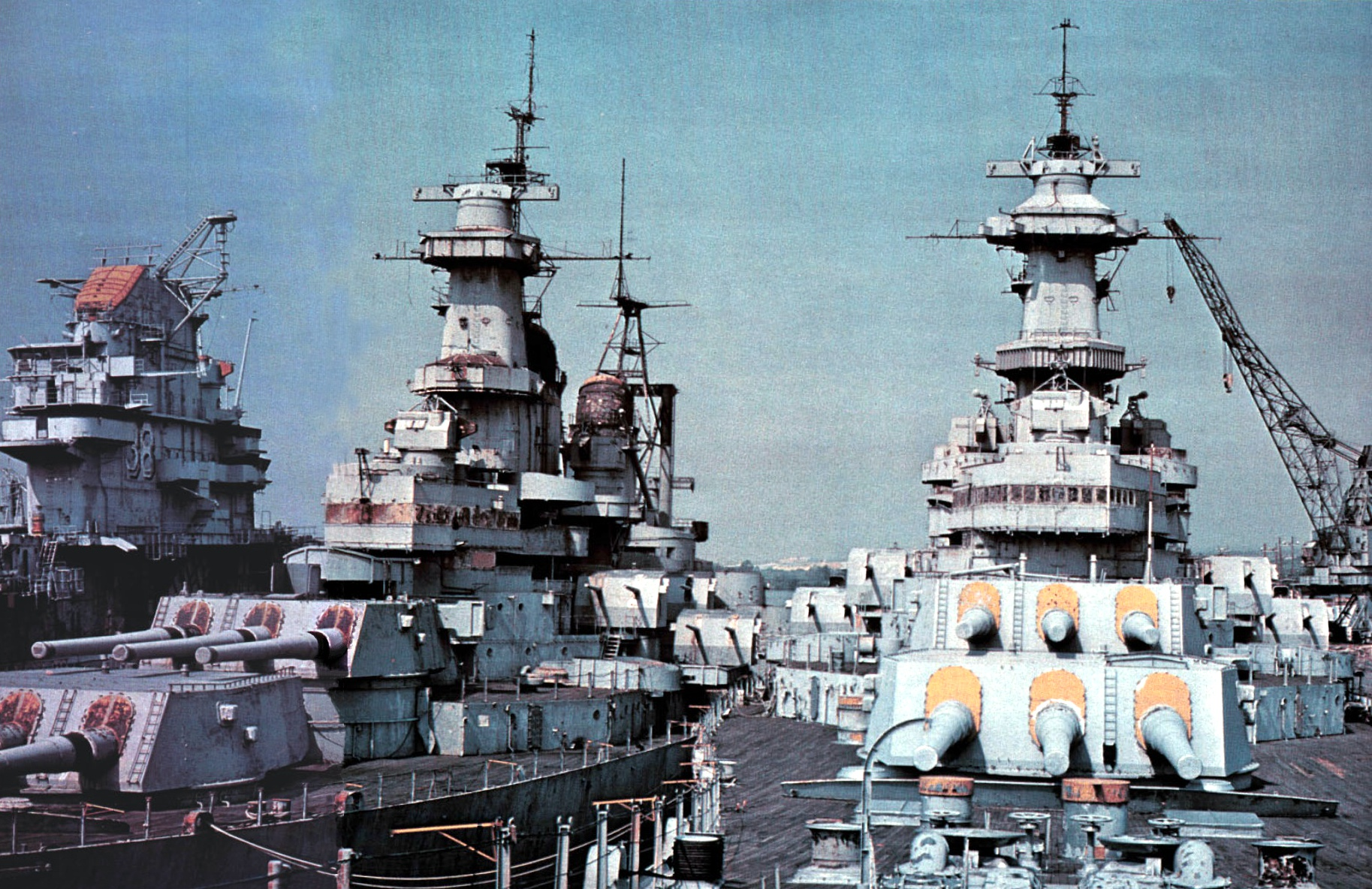
フィラデルフィア海軍工廠でモスボール中のアメリカ海軍予備艦隊の軍艦3隻。右から順に、戦艦アイオワ、戦艦ウィスコンシン、空母シャングリラ。1978年撮影。

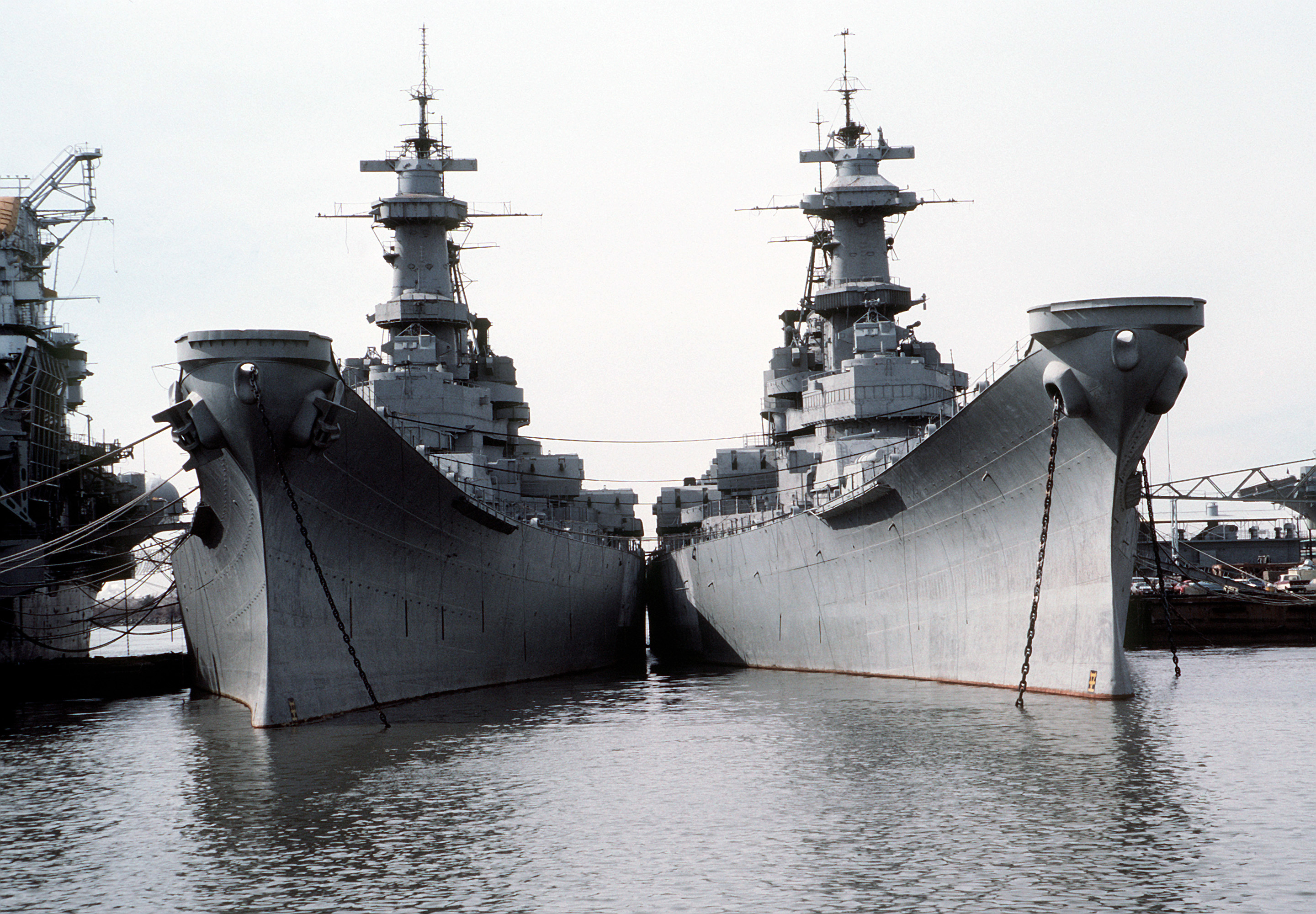
上に同じく、1982年撮影。

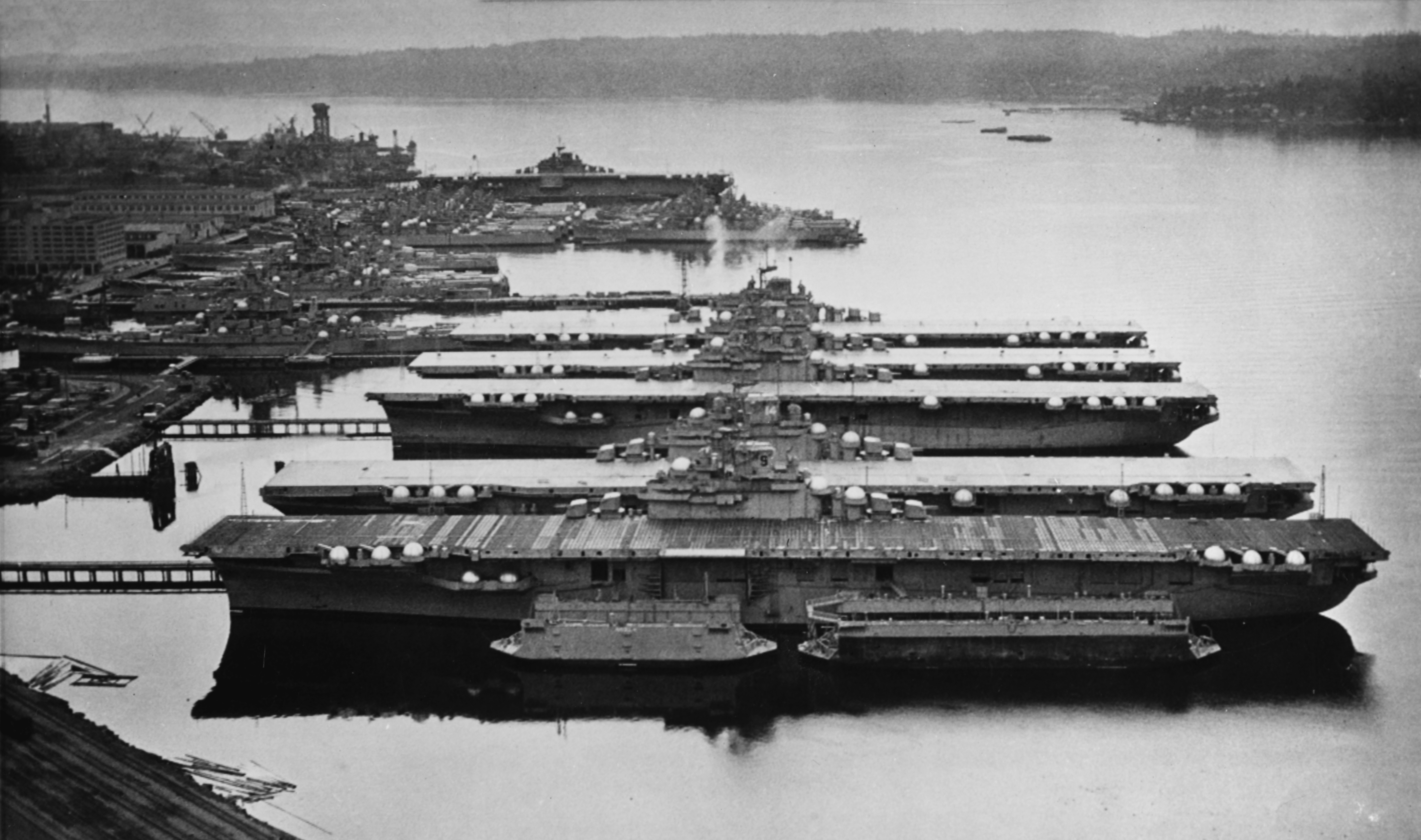
ピュージェット・サウンド海軍造船所でモスボール中の6隻の空母。手前から順に、"海軍の最奮闘艦"エセックス (CV-9)、タイコンデロガ (CV-14)、ヨークタウン (CV-10)、レキシントン (CV-16)、バンカー・ヒル (CV-17)、ボノム・リシャール (CV-31) が整列している。1948年撮影。

軍事分野等におけるモスボール（mothball）とは、使用しなくなった兵器などの機材を劣化を防ぐ処理をした上で保管すること。
モスボールした機材は、予備として必要に応じて現役復帰される他、部品取りや標的機などに使用される。

## 語源
"mothball" という英単語は、「保管中の衣類から、それを食害する蛾を遠ざけるための樟脳またはナフタレンのボール」を指す普通名詞として、［ en: moth-ball ＜ moth ball ＜ moth（蛾）+ ball（球）］という語構成でもって1891年に初出している。「使わずに保管しておく」「長期間使用しない」などといった意味をもつ比喩表現 "mothball" は、上記の普通名詞から派生して1901年に初出する。また、「保管する」という動詞 "mothball" は1902年に初出している。軍事分野における初出は1946年のアメリカ合衆国にあり、つまりは、第二次世界大戦の終わりになって軍艦の戦後の扱い方について具体的に検討され始めた時期のことであった。以上は、『オンライン・エティモロジー・ディクショナリー』に基づいて紐解いた。
他方、『英辞郎』では「（不用品などが）仕舞い込まれて」を意味する英語の "in mothballs" から派生した語としている。"mothball" の原義は防虫剤であり、日本語でも音写形「モスボール」がそのままの意味の外来語としても通用する。

## 船舶
アメリカ合衆国では、軍艦は海軍予備艦隊、民間船舶は国防予備船隊としてモスボール保管を行っている。これらは、必要に応じて現役復帰したり、海外に売却されたり、あるいは実艦標的として海没処分となる。例えば、第二次世界大戦終結時に日本の降伏文書調印式に使われた戦艦「ミズーリ」は、朝鮮戦争後の1955年2月26日に退役した後、長らく記念艦として一般に公開されていたが、31年後の1986年5月10日に再就役している。

## 航空機

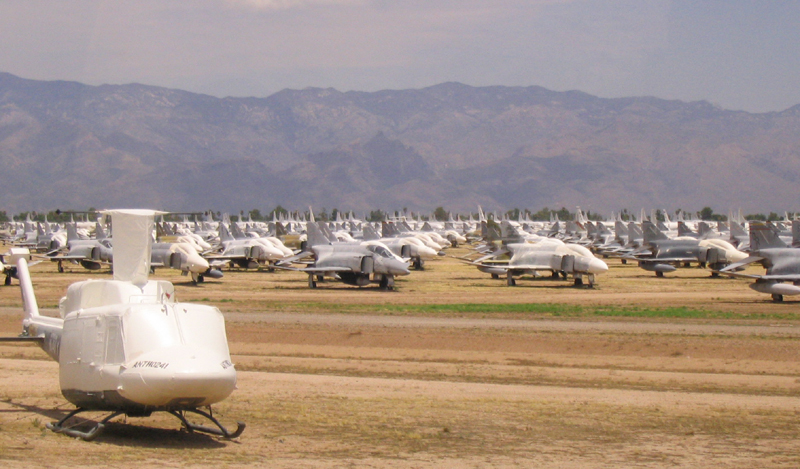
AMARGでモスボール中の軍用機。手前の1機はUH-1汎用ヘリコプター、奥は全てF-4ファントムII戦闘機。2005年撮影。

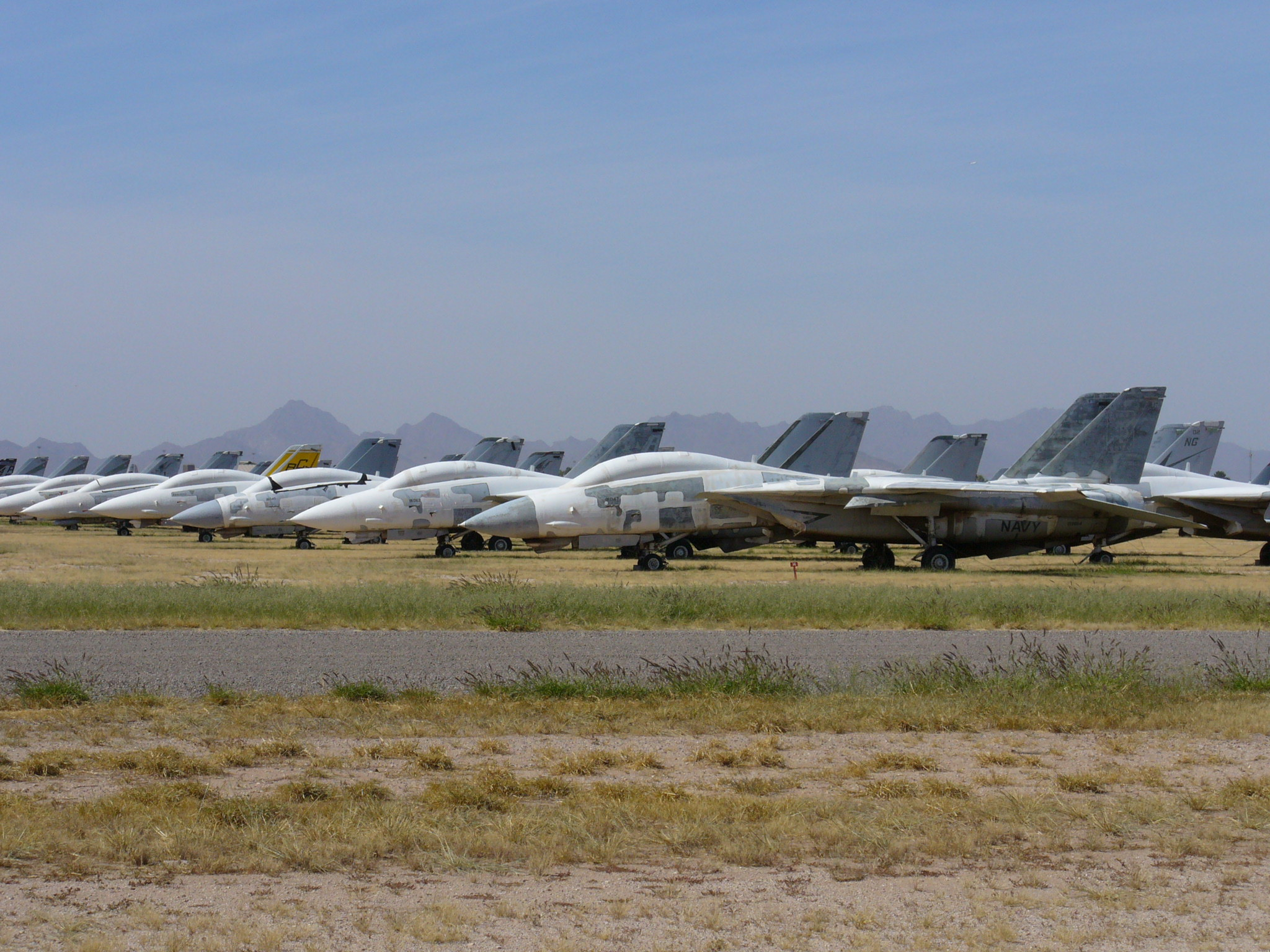
AMARGでモスボール中のF14トムキャット戦闘機。2007年撮影。

アメリカ合衆国アリゾナ州のデビスモンサン空軍基地にあるAMARGでは、時点で4,400機に上る軍用機が保管されている。主な機体は、T-33練習機（1948年運用開始）、B-52爆撃機（1955年運用開始）、C-130輸送機（1956年運用開始）、UH-1汎用ヘリコプター（1959年運用開始）、F-5戦闘機（1959年初飛行）、F-4戦闘機（1960年運用開始）、F-16戦闘機（1978年運用開始）などである。
これらの機体は、スクラップとして解体または補修用の部品取りになるか、旧式機は新型の対空ミサイルや電子戦装置などの自己防御システムのテスト用の標的機となることが多いが、保管状況のよい機体は損耗補充で復帰したり、他国への供与、売却、民間への払い下げが行われることが多い。日本の海上自衛隊が平成23年度（2011年度）補正予算で購入したC-130R輸送機もモスボール保管されていたものである。また、旧式のレシプロ機や練習機はCOIN機に改造されて売却されることもある。
陸上自衛隊では、特別輸送ヘリコプター隊で機体のモスボール保管を行う場合がある。2016年4月にノルウェーで同型機が事故を起こしたEC-225LP要人輸送ヘリが、事故原因が判明せず飛行再開の目途が長らく立たなかったため、同年8月からモスボール保管していた。それ以前に使っていたAS-332L要人輸送ヘリも用途廃止後、モスボール保管していたという。航空自衛隊では、余剰機や試作機が予備機扱いとなってモスボール保管される場合が多い。F-4EJ戦闘機がモスボール保管され、その後、RF-4EJに改造されたこともある。T-2CCVは試験後岐阜基地にてモスボール保管されたが、2014年からは岐阜かかみがはら航空宇宙博物館で展示されている。そのほか、部品単体でモスボール保管されている場合もある。一方、海上自衛隊では余剰機のモスボール保管は基本的に行わず、部隊間のローテーションにて運用している。

## 戦車・装甲車・車両
ロシアは1980年代までに退役したT-54やT-64、その後退役した初期型のT-72戦車などを数千両の単位で国内の保管庫でモスボールし続けてきた。2022年ウクライナ侵攻では保管してきたT-72にアップグレードを施して投入したほか、古いT-64までも最前線に投入した。さらに2023年に入るとT-54を移動させている様子が確認されている。
また、50年以上も前に製造された歴代のBTR-50から始まる兵員輸送車や偵察用車両も現役復帰させている。
陸上自衛隊では、74式戦車および90式戦車などを予備装備として長期保管する事業を計画している。

## 銃器
生産数の多い銃器などは保管や管理に関する費用が調達費用を上回る場合が多く、一定数が保管される他は廃棄処分となる。
陸上自衛隊では退役した12.7mm高射機関砲M55などを予備装備として保管している。

## 施設
アメリカ軍のシャイアン・マウンテン空軍基地が、対テロ戦争時代の2006年に、北アメリカ航空宇宙防衛司令部などの機能がピーターソン空軍基地に移転された後、待機状態に置かれている。